# Enti pubblici di ricerca
Gli enti pubblici di ricerca, in Italia, sono enti pubblici a rilevanza nazionale, con il compito di svolgere attività di ricerca scientifica nei principali settori di sviluppo delle conoscenze e delle loro applicazioni in ambito tecnico-scientifico.

## Storia
Gli enti di ricerca hanno origini diverse, legate in alcuni casi a iniziative personali, in altri a progetti politici. 
Nel 1872 nasce la stazione zoologica Anton Dohrn a Napoli da Anton Dohrn, zoologo tedesco, su un terreno ceduto gratuitamente dalle autorità comunali.
Nel 1916, in connessione con la prima guerra mondiale, viene istituito l'Istituto Vallauri (poi “Mariteleradar”).
Nel 1920 viene fondato con sede a Milano l'Istituto sperimentale di meccanica agraria (ISMA), che diventerà poi il CRA, quindi il CREA.
L'Istituto italiano di medicina sociale (IIMS) nasce nel 1922, con sede a Roma.
Nel 1923 viene costituito il Consiglio Nazionale delle Ricerche (CNR).
Nel 1925 è fondato l'Istituto nazionale di documentazione per l'innovazione e la ricerca educativa (INDIRE).
Il 1926 è l'anno di fondazione dell'Istituto centrale di statistica (ISTAT), poi Istituto nazionale di statistica. 
Nel 1931 viene fondato l'Istituto italiano di studi germanici. 
Nel 1934 nasce l'Istituto superiore di sanità (ISS).
Nello stesso anno nasce l'Istituto elettrotecnico nazionale Galileo Ferraris (IEN).
L'Istituto nazionale di alta matematica (INDAM) nasce nel 1939 su iniziativa di Francesco Severi, a Roma.
L'Istituto nazionale di fisica nucleare (INFN) nasce nel 1951.
Nel 1952 nasce il CNRN, poi CNEN dal 1960, quindi ENEA dal 1982.
Nel 1955 nasce l'Istituto nazionale per lo studio della congiuntura (ISCO).
Nel 1961 viene fondato il Centro Studi E Laboratori (CSEL), rinominato definitivamente Centro Studi E Laboratori Telecomunicazioni (CSELT) nel 1964. 
Nel 1964 viene fondata l'Agenzia spaziale italiana (ASI).

### La legge n. 70 del 1975
Con la legge n. 70 del 1975, primo "testo unico" sul Pubblico impiego, si definiscono gli enti pubblici di ricerca ("enti scientifici di ricerca e sperimentazione"). Nella tabella allegata, nella categoria VI, sono elencati 11 enti:
- Istituto nazionale per lo studio della congiuntura (ISCO)
- Istituto di studi per la programmazione economica (ISPE)
- Istituto nazionale di geofisica (ING)
- Istituto nazionale di fisica nucleare (INFN)
- Istituto elettrotecnico nazionale "Galileo Ferraris" (IEN)
- Istituto nazionale di studi ed esperienze di architettura navale (INSEAN).
- Comitato nazionale per l'energia nucleare (CNEN).
- Istituto nazionale della nutrizione (INN)
- Istituto nazionale economia agraria (INEA)
- Consiglio Nazionale delle Ricerche (CNR)
- Istituto nazionale di ottica (INO)

Negli anni successivi altri enti si aggiungono all'elenco:
- Istituto nazionale di alta matematica "F. Severi" (INdAM), aggiunto nel 1976[7]
- Istituto per lo sviluppo della formazione professionale dei lavoratori (ISFOL), aggiunto nel 1978[8]
- Stazione zoologica Anton Dohrn, aggiunta nel 1982[9]
- Istituto nazionale per la fauna selvatica (INFS)
- Istituto centrale per la ricerca scientifica e tecnologica applicata al mare (ICRAM)

### Il DPR n. 68 del 5 marzo 1986
Il DPR n. 68 del 5 marzo 1986, definendo i comparti di contrattazione del pubblico impiego, elenca ulteriori enti pubblici di ricerca. L'articolo 7 del decreto infatti elenca tutti quelli presenti nella tabella allegata alla legge n. 70 del 1975, più i seguenti enti:
- Istituto nazionale di statistica (ISTAT), regolato poi dal D.lgs. n. 322 del 1989[12]
- Istituto superiore per la prevenzione e la sicurezza del lavoro (ISPESL)
- Istituto superiore di sanità (ISS)
- Istituto italiano di medicina sociale (IIMS)
- Istituti di ricerca e sperimentazione agraria e talassografici
- Stazioni sperimentali per l'industria

### La legge n. 168 del 1989
La legge n. 168 del 9 maggio 1989 istituisce il MIUR e con esso disciplina l'autonomia degli enti di ricerca vigilati dal ministero. Gli enti citati sono il CNR, l'INFN, gli osservatori astronomici, astrofisici e vesuviani, gli enti e le istituzioni pubbliche nazionali di ricerca a carattere non strumentale.
Con la legge n. 399 del 30 novembre 1989, viene effettuato il riordino dell'OGS (Osservatorio geofisico sperimentale di Trieste), che viene quindi inserito tra gli enti di ricerca a carattere non strumentale previsti dalla legge n. 168 del 1989.

### Il DPR del 5 agosto del 1991
Con apposito DPR, vengono aggiunti alla lista degli enti di ricerca "non strumentali" lo IEN "Galileo Ferraris", l'Istituto Nazionale di Geofisica (ING), l'Istituto Nazionale di Ottica, la Stazione Zoologica Anton Dohrn, l'Istituto Papirologico "G. Vitelli".
L'INDAM, con la legge di riordino n. 153 del 1992, viene "spostato" tra gli enti di ricerca a carattere non strumentale.
Negli anni '90 si aggiungono al comparto di contrattazione degli "enti pubblici di ricerca" altri istituti:
- Centro Interforze Studi per le Applicazioni Militari (CISAM)
- Istituto G. Vallauri (Mariteleradar)
- Area di ricerca scientifica e tecnologica di Trieste - Area Science Park
- Istituto nazionale per la fisica della materia (INFM)
- Istituto Papirologico "G. Vitelli"
- Agenzia nazionale per la protezione ambientale (ANPA)

Nel 1996 nasce l'INAF, l'Istituto nazionale di astrofisica.
Nel 1998, dalla soppressione di ISCO e ISPE, nasce l'ISAE. 
La legge n. 62 del 15 marzo del 1999 norma il riordino del Centro Fermi, che quindi entra a far parte degli enti di ricerca sotto il MIUR. 
Nel 1999, dalla fusione dell'ING con Osservatorio Vesuviano, IIV, IGF e IRRS nasce l'INGV, Istituto nazionale di geofisica e vulcanologia, attraverso il D. Lsg. n. 381 del 1999, posto sotto il controllo del MIUR. 
Sempre nel 1999 l'INO si trasforma in INOA e l'INN si trasforma in INRAN.
Le stazioni sperimentali passano al comparto degli Enti Pubblici Economici nel 1999, e l'ANPA confluisce nell'APAT.
Con il D.lgs. n.381, sempre nel 1999, l'Istituto nazionale di oceanografia e di geofisica sperimentale (OGS) di Trieste diventa ente nazionale. L'acronimo OGS è già usato fin dal 1958 ed era originariamente utilizzato per riassumere la denominazione di Osservatorio Geofisico Sperimentale. 
Gli istituti di ricerca e sperimentazione agraria confluiscono nel CRA, in attuazione del D.lgs. n. 454 del 1999.

### L'Accordo quadro del 2002
Con l'accordo quadro del 2002 sui comparti entrano ufficialmente nel comparto enti nella ricerca:
- Centro per la Ricerca in Agricoltura (CRA)
- Istituto nazionale di astrofisica (INAF)
- Agenzia di Protezione Ambiente e Territorio (APAT)
- Istituto nazionale di ricerca montagna (INRM)
- Istituto nazionale di oceanografia e di geofisica sperimentale (OGS)
- Centro per la formazione economica e politica sviluppo rurale
- Centro Fermi
- Istituto nazionale di documentazione innovazione e ricerca educativa (INDIRE)

Il 4 giugno 2003 escono alcuni decreti legislativi di riordino di enti di ricerca: il D.Lgs. 127/2003 per il CNR, il D.Lgs. 128/2003 per l'ASI e il D.Lgs. 138/2003 per l'INAF.
Nel 2003 il CISAM passa al comparto dei Ministeri e l'INFM confluisce nel CNR. L'Istituto Papirologico entra invece nell'alveo dell'Università di Firenze, uscendo così dal comparto "ricerca".
Lo IEN e l'Istituto di metrologia "Gustavo Colonnetti" confluiscono nell'Istituto nazionale di ricerca metrologica (INRIM) nel 2006, in attuazione del D. Lgs. del 21 gennaio 2004, n. 38
L'INVSI (già CEDE) si trasforma in INVALSI nel 2006, in seguito al D. Lgs. n. 286 del 2004. 
Sempre nel 2006 l'IMONT confluisce nell'EIM.

### L'accordo quadro del 2007
Con l'accordo quadro del 2007 sui comparti si aggiungono nuovi enti, in parte risultato degli accorpamenti degli anni precedenti. Si specifica infatti all'articolo 6, che - oltre agli enti già elencati nella legge 70 del 1975 - il nuovo contratto nazionale della ricerca si applicherà ai lavoratori dei seguenti enti:
Istituto superiore di sanità (ISS), Istituto superiore per la prevenzione e la sicurezza del lavoro (ISPESL), Istituto italiano di medicina sociale (IIMS), Istituto nazionale di statistica (ISTAT), Consiglio per la ricerca e la sperimentazione in agricoltura (CRA), Istituto per le telecomunicazioni e l’elettronica «Giancarlo Vallauri» (MARITELERADAR) di Livorno (fino alla data di costituzione del Centro di supporto e sperimentazione navale-CSSN), Consorzio per l’area di ricerca scientifica e tecnologica di Trieste (AREA Science Park), Istituto nazionale di astrofisica (INAF), Agenzia per la protezione dell’ambiente e per i servizi tecnici (APAT), Ente italiano montagna (EIM), Istituto nazionale della montagna (IMONT) fino al momento della sua soppressione e inclusione nell'EIM, Istituto di studi ed analisi economica (ISAE); Istituto nazionale di oceanografia e geofisica sperimentale (OGS), Istituto nazionale di geofisica e vulcanologia (INGV), Centro per la formazione in economia e politica dello sviluppo rurale, Istituto nazionale di ricerca metrologica (INRIM), Museo storico della fisica e centro di studi e ricerche «Enrico Fermi», Ente per le nuove tecnologie, l’energia e l’ambiente (ENEA), Istituto nazionale per la valutazione del sistema educativo di istruzione e formazione (INVALSI), Agenzia nazionale per lo sviluppo dell’autonomia scolastica (ANSAS), Istituto nazionale di documentazione per l’innovazione e la ricerca educativa (INDIRE) cui l’Agenzia subentra, sino alla data della sua soppressione.
Entrano quindi nel comparto con l'accordo del 2007 i seguenti enti:
- Agenzia nazionale per le nuove tecnologie, l'energia e lo sviluppo economico sostenibile (ENEA)
- Istituto nazionale per la valutazione del sistema educativo di istruzione e di formazione (INVALSI)
- Ente Italiano della Montagna (EIM)
- Istituto Nazionale della Montagna (IMONT)
- Istituto Nazionale di Ricerca Metrologica (INRIM)

Nel 2006 entra nel comparto anche l'Istituto Italiano di Studi Germanici (IISG).
L'INDIRE diventa ANSAS nel 2007, ma poi torna INDIRE nel 2012.
Nel 2008 APAT, ICRAM e INFS confluiscono nel nuovo ente ISPRA. Sempre nel 2008 l'Istituto Italiano di Medicina Sociale confluisce nell'Istituto per gli Affari Sociali (IAS).
Nel 2009 viene costituito il consorzio LaMMA, che opera per conto della Regione Toscana.
Nel 2010 l'ISAE è soppresso e confluisce in parte nell'ISTAT, l'ISPESL soppresso confluisce nell'INAIL, l'INSEAN e l'INOA confluiscono nel CNR, lo IAS è accorpato all'ISFOL, l'EIM viene soppresso e il personale assegnato alla presidenza del consiglio.
Nel 2011 il Centro di formazione in economia e politica dello sviluppo rurale si trasforma in associazione “Centro Portici”.
Nel 2012 l'INRAN soppresso è accorpato al CRA.
Dalla fusione di CRA e INEA nel 2015 nasce il CREA.

### L'accordo quadro del 2016
Nell'aprile 2016 viene firmato un nuovo accordo quadro sui comparti. Nel comparto "Istruzione e ricerca" sono elencati i seguenti enti:
- Anton Dohrn
- ASI
- Centro Fermi
- CNR
- CREA
- ENEA
- IISG
- INAF
- INDAM
- INDIRE
- INFN
- INGV
- INRIM
- INVALSI
- ISFOL
- ISPRA
- ISS
- ISTAT
- LaMMA
- OGS
- Area Science Park

### Il Decreto Legislativo n. 218/2016
In attuazione della legge 124/2015 (La "legge Madia" di riforma della Pubblica amministrazione), e in particolare dell'articolo 13, viene pubblicato il 25 novembre del 2016 il Decreto Legislativo n. 218, intitolato "Semplificazione delle attività degli enti pubblici di ricerca ai sensi dell'articolo 13 della legge 7 agosto 2015, n. 124" .
Il decreto accomuna tutti gli enti di ricerca per la prima volta in una legge dopo il 1975 e ridefinisce quindi all'articolo 1 l'elenco degli istituti:
- Area di Ricerca Scientifica e Tecnologica di Trieste - Area Science Park
- Agenzia Spaziale Italiana - ASI
- Consiglio Nazionale delle Ricerche - CNR
- Istituto Italiano di Studi Germanici
- Istituto Nazionale di Astrofisica - INAF
- Istituto Nazionale di Alta Matematica "Francesco Severi" - INDAM
- Istituto Nazionale di Fisica Nucleare - INFN
- Istituto Nazionale di Geofisica e Vulcanologia - INGV
- Istituto Nazionale di Oceanografia e di Geofisica Sperimentale - OGS
- Istituto Nazionale di Ricerca Metrologica - INRiM
- Museo Storico della Fisica e Centro Studi e Ricerche "Enrico Fermi"
- Stazione Zoologica "Anton Dohrn"
- Istituto Nazionale per la Valutazione del Sistema Educativo di Istruzione e di Formazione - INVALSI
- Istituto Nazionale di Documentazione, Innovazione e Ricerca Educativa - INDIRE
- Consiglio per la ricerca in agricoltura e l'analisi dell'economia agraria - CREA
- Agenzia Nazionale per le Nuove Tecnologie, l'energia e lo Sviluppo Sostenibile - ENEA
- Istituto per lo Sviluppo della Formazione Professionale dei Lavoratori - ISFOL (a decorrere dal 1º dicembre 2016 Istituto nazionale per l'analisi delle politiche pubbliche - INAPP)
- Istituto Nazionale di Statistica - ISTAT
- Istituto Superiore di Sanità - ISS
- Istituto Superiore per la Protezione e la Ricerca Ambientale - ISPRA (ferme restando le disposizioni di cui alla legge 28 giugno 2016 n. 132).

All'articolo 19 dello stesso Decreto Legislativo si precisa poi che le norme contenute si applicano anche al personale di ricerca confluito nell'ANPAL (dall'ISFOL) e nell'INAIL (dall'ISPESL).

## Descrizione
Gli enti di ricerca fanno parte della pubblica amministrazione italiana; insieme compongono il comparto contrattuale chiamato "Ricerca", cui è soggetta la disciplina del rapporto di lavoro del personale impiegato presso tali enti. Nel 2016 è stato firmato un accordo sindacale che ridefinisce i comparti di contrattazione. Gli enti di ricerca sono stati collocati nel nuovo comparto "Istruzione e Ricerca" insieme a Scuola, Università e Alta formazione artistica e musicale. Formano una sottosezione contrattuale specifica. Ogni ente ha una sua mission ovvero un obiettivo di ricerca.
Oltre agli enti di ricerca inseriti nell'elenco del comparto di contrattazione, esistono altri enti pubblici che svolgono attività di ricerca autonomamente, non facendo parte del comparto. Molti enti di ricerca sono vigilati dal MIUR, il Ministero dell'Istruzione, dell'Università e della Ricerca e nella sostanza svolgono attività di ricerca scientifica pubblica specialistica e settoriale, non effettuata dalle università in Italia. Altri enti di ricerca sono vigilati da altri ministeri e svolgono funzioni strumentali, oltre che di ricerca pura.
Con il Decreto Legislativo 218 del 2016, si opera una "semplificazione" e riunificazione degli enti pubblici di ricerca, che rimangono vigilati dai rispettivi ministeri, ma dovranno attenersi a regole uniche sul reclutamento, e adattare gli statuti e i regolamenti alla Carta Europea dei ricercatori.

### Enti vigilati dal MUR
Attualmente in Italia operano i seguenti enti pubblici di ricerca vigilati dal MUR:
- Area di Ricerca Scientifica e Tecnologica di Trieste - Area Science Park
- CNR - Consiglio nazionale delle ricerche
- IISG - Istituto italiano di studi germanici
- INAF - Istituto nazionale di astrofisica
- INDAM - Istituto nazionale di alta matematica
- INDIRE - Istituto nazionale di documentazione per l'innovazione e la ricerca educativa
- INFN - Istituto nazionale di fisica nucleare
- INGV - Istituto nazionale di geofisica e vulcanologia
- INRiM - Istituto nazionale di ricerca metrologica
- INVALSI - Istituto nazionale per la valutazione del sistema dell'istruzione
- Museo storico della fisica e Centro di studi e ricerche "Enrico Fermi"
- OGS - Istituto nazionale di oceanografia e di geofisica sperimentale
- Stazione zoologica Anton Dohrn

### Enti vigilati da altri ministeri o dalla Presidenza del Consiglio dei ministri
- ASI - Agenzia Spaziale Italiana, vigilata dalla Presidenza del Consiglio dei ministri
- CREA - Consiglio per la ricerca in agricoltura e l'analisi dell'economia agraria, vigilato dal Ministero delle politiche agricole alimentari e forestali, costituito nel 2015 dalla fusione dei precedenti CRA e INEA.
- ENEA - Agenzia nazionale per le nuove tecnologie, l'energia e lo sviluppo economico sostenibile, vigilato dal Ministero dell'Ambiente e della Sicurezza Energetica.
- INAPP - Istituto nazionale per l'analisi delle politiche pubbliche, che dal 2016 ha sostituito il precedente ISFOL, vigilato dal Ministero del lavoro e delle politiche sociali
- ISPRA - Istituto superiore per la protezione e la ricerca ambientale, vigilato dal Ministero dell'ambiente e della tutela del territorio e del mare
- ISS - Istituto superiore di sanità, vigilato dal Ministero della salute
- ISTAT - Istituto nazionale di statistica, vigilato dal Dipartimento per la funzione pubblica

### Enti pubblici non vigilati direttamente
- FCRM - Fondazione Centro Ricerche Marine
- IIT - Istituto italiano di tecnologia
- IIZZSS - Istituti zooprofilattici sperimentali